# Феникс (следж-хоккейный клуб)
«Феникс» — российский следж-хоккейный клуб из Московской области. Одна из первых команд в этом виде спорта в России, образована в 2009 году Центром паралимпийских видов спорта Московской области. Одна из самых титулованных команд страны, семикратный чемпион России, многократные победители всероссийских и международных соревнований. Первая из российских команд выигравшая Кубок Континента по следж-хоккею, который был организован в 2017 году Континентальной хоккейной лигой. В сезоне 2020\21 Феникс завоевал свой 7-й титул чемпионов России.

## История создания
Команда Московской области «Феникс», была образована в 2009 году по инициативе директора ГБУ МО «Центр спортивной подготовки по паралимпийским, сурдлимпийским и неолимпийским видам спорта», знакомство с игроками, которых собирали по всей Московской области: из других видов спорта, в 6 Центральном военном госпитале, через знакомых и друзей, прошло в сентябре 2009 года, и уже в октябре прошел первый тренировочный сбор команды «Феникс» на ФГУП «РУТБ „ОКА“ г. Алексин». Впервые Чемпионат России по следж-хоккею прошел в декабре 2009 года, с участием 4 команд: «Феникс» (Мос.обл.), «Белые медведи» (Москва), «Удмуртия» (Ижевск), «Югра» (Ханты-Мансийск). В том же году команда «Феникс» впервые в истории стала чемпионом России.

## Достижения

### Клубные
- Чемпион России по следж-хоккею (7): 2008/09, 2010/11, 2011/12, 2014/15, 2015/16, 2019/20, 2020/21
- Серебряный призёр чемпионата России (4): 2012/13, 2013/14, 2017/18, 2021/22
- Бронзовый призёр чемпионата России (2): 2009/10, 2016/17
- Обладатель Кубка Континента по следж-хоккею: 2017
- Обладатель Кубка Мужества по следж-хоккею: 2018, 2019
- Обладатели Кубка Югры: 2018
- Победитель международного турнира «Malmo Open»: 2018
- Победитель международного турнира «Кубок вызова „Вперёд на лёд!“»: 2018
- Победители международного турнира «Elbag International Sledge Hockey Tourney»: 2013, 2014
- Победители международного турнира «Lap Cup Zlin»: 2015, 2016
- Победители открытого Кубка Москвы: 2016
- Победители Кубка Губернатора Удмуртской Республики: 2015

### Игроки в составе сборной России
- 7 игроков — серебряные призеры XI Паралимпийских зимних игр 2014 года в Сочи
- 7 игроков — бронзовые призеры чемпионата мира 2015 года
- 6 игроков — бронзовые призеры чемпионата мира 2013 года
- 9 игроков — чемпионы Европы 2016 года
- 5 игроков — победители чемпионата мира (группа «B») 2020 года
- 6 игроков — бронзовые призеры чемпионата мира 2021 года (группа «А»)